# Liste der denkmalgeschützten Objekte in Arnfels
Die Liste der denkmalgeschützten Objekte in Arnfels enthält die 6 denkmalgeschützten, unbeweglichen Objekte der Gemeinde Arnfels im steirischen Bezirk Leibnitz.

## Denkmäler
| Foto |                 | Denkmal                                                                                  | Standort                                   | Beschreibung | Metadaten |
| ---- | --------------- | ---------------------------------------------------------------------------------------- | ------------------------------------------ | --- | --- |
| ja   | Datei hochladen | Anlage Schloss Arnfels HERIS-ID: 111961 Objekt-ID: 129999seit 2013                       | Arnfels 131, u. a. Standort KG: Arnfels    | An der Stelle des Schlosses, das auf einer schmalen Bergzunge beherrschend über dem Ort liegt, wurde bereits um 1200 eine Burg urkundlich erwähnt. Diese wurde 1424 ein Raub der Flammen und anschließend wiederaufgebaut, 1976 restauriert. Von der Burg ist nur der nördliche Teil erhalten, der 1916 durch einen Neubau baulich verändert wurde. Die nordwärts ausgerichtete Schmalfront stammt aus dem Jahre 1693 und wurde einst von zwei Halbrundtürmen flankiert, von denen der westliche nicht mehr erhalten ist. Stattdessen befindet sich an der Nordwestecke der Wohntrakt der Burg in einem erneuerten Turm. Von den Hofarkaden sind nur noch Reste erhalten, der gesamte Südtrakt wurde durch einen Garten ersetzt. Im Südtrakt befand sich früher auch eine Annakapelle. | BDA-Hist.: Q37827916 Status: Bescheid Stand der BDA-Liste: 2025-06-30 Name: Anlage Schloss Arnfels GstNr.: 478, 479, 509, 514, 516, 517, 518, 528, .127, .128, .129 Schloss Arnfels |
| ja   | Datei hochladen | Schloss Arnfels (Tal-Schloss) HERIS-ID: 46212 Objekt-ID: 47934                           | Hardegger Straße 1a Standort KG: Arnfels   | Das klassizistische Talschloss wurde um 1820 erbaut und dient nun als Seniorenwohnheim. | BDA-Hist.: Q38019876 Status: Bescheid Stand der BDA-Liste: 2025-06-30 Name: Schloss Arnfels (Tal-Schloss) GstNr.: .59/2, 231/5                                                      |
| ja   | Datei hochladen | Kriegerdenkmal HERIS-ID: 67584 Objekt-ID: 80557                                          | Hauptplatz 163 Standort KG: Arnfels        | | BDA-Hist.: Q38117155 Status: § 2a Stand der BDA-Liste: 2025-06-30 Name: Kriegerdenkmal GstNr.: .25/2                                                                                |
| ja   | Datei hochladen | Ehem. Herrschaftsspital HERIS-ID: 36852 Objekt-ID: 35882                                 | Leibnitzer Straße 134 Standort KG: Arnfels | eingeschoßiger Rechteckbau mit Satteldach und steinernem Fassadenmedaillon um 1800. | BDA-Hist.: Q37972384 Status: Bescheid Stand der BDA-Liste: 2025-06-30 Name: Ehem. Herrschaftsspital GstNr.: .123                                                                    |
| ja   | Datei hochladen | Kath. Pfarrkirche Mariä Geburt HERIS-ID: 67575 Objekt-ID: 80548                          | Standort KG: Arnfels                       | Die Pfarrkirche wurde in den Jahren 1714–1717 in Südorientierung errichtet. Der dreigeschoßige Turm westlich der Fassade wurde 1813 angebaut. Den mächtigen Säulenhochaltar aus dem Jahr 1728 sowie die Kanzel mit reichem Figurenschmuck schuf Johann Matthias Leitner. Der Innenraum enthält auch mehrere bemerkenswerte Grabdenkmäler. | BDA-Hist.: Q24259638 Status: § 2a Stand der BDA-Liste: 2025-06-30 Name: Kath. Pfarrkirche Mariä Geburt GstNr.: .49 Church of the Nativity of the Virgin Mary (Arnfels)              |
| ja   | Datei hochladen | Straßenbrücke mit Figurenbildstock hl. Johannes Nepomuk HERIS-ID: 67616 Objekt-ID: 80590 | Standort KG: Arnfels                       | Die steinerne Statue steht auf der alten, gewölbten Steinbrücke über den Pößnitzbach und stammt lt. Chronogramm aus dem Jahre 1706. | BDA-Hist.: Q38117270 Status: § 2a Stand der BDA-Liste: 2025-06-30 Name: Straßenbrücke mit Figurenbildstock hl. Johannes Nepomuk GstNr.: 471/1, 470/4, 470/5                         |